# 许伦瑟伦
许伦瑟伦（德語：Schürensöhlen）是德国石勒苏益格－荷尔斯泰因州的一个市镇。总面积2.75平方公里，总人口147人，其中男性77人，女性70人（2011年12月31日），人口密度53人/平方公里。